# Nothoscordum basalticum
Nothoscordum basalticum är en amaryllisväxtart som beskrevs av Pierfelice Ravenna. Nothoscordum basalticum ingår i släktet vaniljlökar, och familjen amaryllisväxter. Inga underarter finns listade i Catalogue of Life.